# Resolució 1760 del Consell de Seguretat de les Nacions Unides
La Resolució 1760 del Consell de Seguretat de les Nacions Unides fou adoptada per unanimitat el 20 de juny de 2007. Després de considerar les resolucions anteriors sobre Libèria, el Consell demana al secretari general Ban Ki-moon que renovi el panell d'experts financers i especialistes en els negocis de diamants i fusta per seguir investigant les violacions de les sancions del Consell contra Libèria, després dels informes que l'ex president liberià Charles Ghankay Taylor, ara a La Haia a l'espera de judici per crims de guerra, encara podria tenir accés a una considerable fortuna.

## Detalls
Actuant en virtut del Capítol VII de la Carta de les Nacions Unides el Consell aprova la resolució demanant al Secretari General que estableixi en el termini un mes un grup d'experts de tres membres per dur a terme una missió d'avaluació de seguiment a Libèria i els Estats veïns, per tal d'investigar i compilar, entre altres coses, un informe sobre la implementació i qualsevol violació de les mesures esmentades a la resolució 1521 (2003).
Aquesta resolució exigeix la creació d'un panell de mandat similar i imposa una prohibició de viatges al cercle intern de Charles Taylor, així com a qualsevol altre individu "que representi una amenaça per a l'estabilitat i la seguretat a Libèria i la subregió". Després es produí una reunió a porta tancada per examinar l'informe del Panell d'Experts anterior, el mandat del qual expira avui. El Panell, que va realitzar avaluacions a Àfrica occidental i altres llocs entre febrer i juny, va descobrir que Charles Taylor podria tenir actius amagats substancials a Libèria i Nigèria, i que mantenia vincles amb una gran companyia de telefonia mòbil de Libèria.
La resolució 1760 estableix els objectius específics de la missió d'avaluació del nou panell, inclosa una nova investigació de la implementació i violacions de la resolució 1532 (2004) del Consell, que insta a tots els Estats membres a congelar els actius financers i els recursos econòmics que siguin de propietat o controlats per Charles Taylor, la seva dona, Jewell Howard Taylor, el seu fill Charles Taylor Junior, i altres associats, per tal d'evitar que "utilitzin fons i béns inapropiats per interferir en la restauració de la pau a Libèria i la subregió".
Es preveu que el Grup avaluï la implementació de la legislació forestal aprovada pel Congrés de Libèria i que va signar el passat mes d'octubre el president Ellen Johnson Sirleaf i que va determinar el compliment del règim de certificació del procés de Kimberley, un mecanisme establert per impedir d'arribar al mercat els "diamants de sang". Els experts estan obligats a informar al Consell a través de la seva "Comissió 1521", que supervisa el règim de sancions de les Nacions Unides a Libèria, abans del 6 de desembre de 2007 i que proporcioni actualitzacions informals, segons correspongui abans d'aquesta data.